# Избори за Савет безбедности Уједињених нација (1946)
Избори за Савет безбедности УН одржани су 12. јануара 1946, на Генералној скупштини УН у Вестминстерској централној хали у Вестминстеру, Лондон, Уједињено Краљевство. Током избора, одабрано је шест несталних чланова Савета безбедности Уједињених нација.

## Кандидати
Укупно је било 18 кандидата за шест места. 